# Moroteuthopsis longimana
Moroteuthopsis longimana (лат.) — вид крупных кальмаров из семейства Onychoteuthidae. Его мантия достигает длины по меньшей мере 85 см, а прижизненные её размеры оцениваются как 1,15 м. Самый большой целый экземпляр кальмаров этого вида с полной длиной в 2,3 м был пойман в Антарктике в 2000 году. Полярная акула и атлантическая сельдевая акула охотятся на Moroteuthopsis longimana. Он составляет около 21 % и 19 % от общей массы головоногих, поглощаемой этими акулами.

## Описание
Отличительная черта Moroteuthopsis longimana — 33 крюка и маргинальные присоски на ловчих щупальцах у неполовозрелых особей. Гладиус кальмаров этого вида незаметен под кожей вдоль средней линии спины. У Moroteuthopsis longimana три затылочных складки.

## Распространение
Moroteuthopsis longimana обитает в эпипеларгических и мезопеларгических водах Южного Ледовитого океана. Он обитает в околополюсный зоне, которая простирается на север до Южной Георгии и Тасманова моря.
Типовые представители этого вида, в количестве трёх штук были пойманы у поверхности и на глубине 50 м, к северу от Южных Оркнейских островов и хранятся в Зоологическом музее Московского государственного университета.